# Daniel Wein
Daniel Wein (* 5. Februar 1994 in München) ist ein deutscher Fußballspieler. Der Innenverteidiger spielte zuletzt in der Saison 2022/23 für den TSV 1860 München.

## Karriere

### Vereine
Wein spielte bis zum elften Lebensjahr in der Jugendabteilung des TSV 1860 München, ehe er in die Jugendabteilung des Stadtrivalen FC Bayern München wechselte und dort bis zur A-Jugend alle Altersklassen durchlief. Zur Saison 2012/13 rückte er in die zweite Mannschaft der Bayern auf und debütierte am 21. Juli 2012 (1. Spieltag) beim 1:1-Unentschieden im Heimspiel gegen die zweite Mannschaft des FC Augsburg in der Regionalliga Bayern. Nachdem er in seiner ersten Saison 26 Punktspiele bestritten hatte, folgten 20 in der Folgesaison, in der im auch am 4. Oktober 2013 (17. Spieltag), beim 4:0-Sieg im Auswärtsspiel gegen den FC Memmingen mit dem Treffer zum 1:0 in der 12. Minute, sein erstes Tor gelang. Nach der Saison 2013/14, die er mit der Mannschaft als Zweiter abschloss, nahm er an der Aufstiegsrunde zur 3. Liga teil, die in zwei Vergleichen mit dem SC Fortuna Köln verloren wurde.
Zur Saison 2014/15 wechselte er ablösefrei zum Drittligisten SV Wehen Wiesbaden, bei dem er einen Zweijahresvertrag mit Option auf ein weiteres Jahr unterschrieb. Sein Drittligadebüt gab er am 26. Juli 2014 (1. Spieltag) beim 2:1-Sieg im Heimspiel gegen die Stuttgarter Kickers mit Einwechslung für Tobias Jänicke in der 90. Minute. Nach der Saison 2016/17 erhielt er vom SV Wehen Wiesbaden kein neues Vertragsangebot. Er schloss sich zur Spielzeit 2017/18 dem TSV 1860 München in der Regionalliga Bayern an. In seiner ersten Saison konnte er sich als Stammspieler etablieren und steuerte vier Tore in 32 Spielen zum direkten Wiederaufstieg der Löwen bei. Der Vertrag lief im Sommer 2023 aus.

### Nationalmannschaft
Sein Länderspieldebüt gab er am 22. Mai 2012 für die U-18-Nationalmannschaft, die mit 3:1 gegen die Auswahl Russlands gewann. Am 14. August 2012 bestritt er sein einziges Länderspiel für die U-19-Nationalmannschaft, die in Falkirk mit 1:0 gegen die Auswahl Schottlands gewann.

## Erfolge

### TSV 1860 München
- Meister der Regionalliga Bayern und Aufstieg in die 3. Liga: 2017/18
- Gewinn des Bayerischen Toto-Pokals: 2019/20